# Ambrose Swasey
Ambrose Swasey, född 19 december 1846 i Exeter i New Hampshire, död 15 juni 1937, var en amerikansk maskiningenjör, uppfinnare, entreprenör, manager, astronom, och filantrop. Med Worcester R. Warner grundade han Warner & Swasey Company.

## Utmärkelser
Asteroiden 992 Swasey är uppkallad efter honom
- John Fritz-medaljen,  1924[3]
- Franklinmedaljen,  1932
- ASME-medaljen,  1933[4]
- Hoover Medal,  1936
- National Inventors Hall of Fame,  2006[5]

[Redigera Wikidata]